# Toy Machine
Toy Machine, een skateboardbedrijf dat ook bekendstaat als: Toy Machine Bloodsucking Skateboard Company is in 1993 in Amerika opgericht door skateboarder Ed Templeton. Toy Machine hoort bij de groep van Tum Yeto Distribution. Tot op heden is Toy Machine een van de invloedrijkste skateboardbedrijven.

## Video's
- Welcome to Hell
- Jump Off a Building
- Sucking the Life
- Good and Evil
- Suffer the Joy

## Team
- Ed Templeton (Ook de oprichter)
- Austin Stephens
- Billy Marks
- Johnny Layton
- Matt Bennet
- Josh Harmony
- Diego Bucchieri
- Nick Trapasso

Toy Machine sponsort maar één amateur skateboarder. Tot 1996 hebben ze Jamie Thomas ook gesponsord tot hij opstapte en zijn eigen firma oprichtte: Zero Skateboards.